# Virago

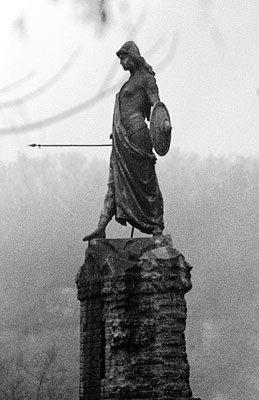
Statua di bronzo di una giovane guerriera in costume longobardo. Francesco Porzio, Monumento alla difesa di Casale, 1897

Virago o Viragine (lett. "Donna dotata di forza e di arditezza virile") è termine generalmente utilizzato per indicare una donna che, nell'aspetto fisico e soprattutto nel modo di pensare e nell'agire, ha tratti significativi del sesso maschile, pur conservando una forte sensualità tipicamente femminile.

## Etimologia e storia
Il termine deriva dal latino vir ('uomo'). La parola aveva connotazione positiva in contesto mitologico, in cui venivano descritte delle donne eroiche. A conferma di questi connotati si ricordino i latinismi vergine e virtù in lingua italiana.
Ferdinand Gregorovius definì la virago come "donna elevata per coraggio e comprensione al di sopra del suo sesso."
In antropologia il termine ha connotazione neutra e indica donne androgine in genere. A seconda della lingua e del contesto, il termine può comunque anche essere usato con accezione negativa (persona aggressiva, rumorosa o comunque sgradevole).

## Esempi
Esempi storici o mitologici di virago sono i seguenti:
- La dea Minerva veniva indicata come belli virago: in questo contesto, virago va considerato come un attributo di divinità.
- La regina dei Volsci Camilla (da l'Eneide di Virgilio) può essere considerata un esempio di virago perché, pur possedendo un'incredibile forza e abilità nel combattimento, è dotata anche di una straordinaria bellezza e sensualità.
- Atalanta era considerata una virago per la sua avvenenza e la sua abilità nelle arti sportive e belliche.
- Giovanna d'Arco, eroina francese,  considerata la donna guerriera per antonomasia.
- Caterina Sforza[2] per la crudeltà, per l'uso di girare armata[3] e per aver più volte comandato guarnigioni di soldati, Marin Sanudo la definisce "femina quasi virago, crudelissima et di gran animo".[4] Beatrice d'Este per il coraggio e la determinazione,[2] per l'abitudine di cavalcare come un uomo e per l'essere pratica dell'uso di diverse armi, oltre ad aver risollevato le sorti della guerra del 1495 contro i francesi, quando si recò sul campo di battaglia al posto del marito per animare le truppe a muovere contro il duca d'Orléans.[5] Vincenzo Calmeta la dice "de toleranzia virile",[6] Niccolò Lugaro "non tanto vergine ma viragine",[7] e come virago e donna «d'animo più che virile» è infatti più volte elogiata dagli storici.[8][5] Entrambe nondimeno curavano l'aspetto fisico per essere seducenti, e si ritiene che l'una o l'altra possano essere alla base dell'evoluzione della Regina degli scacchi come pezzo più potente della scacchiera.[9]

Si hanno anche esempi letterari o della cultura di massa:
- Lara Croft può essere considerata un esempio di virago per la sua straordinaria forza fisica, la sua agilità e i suoi modi di agire che riesce a far coincidere con un grande ascendente seduttivo.
- La guerriera Xena dell'omonima serie è una virago.
- Oscar François de Jarjayes è una virago sia per la sua abilità di spadaccina che per la sua bellezza androgina.
- I personaggi femminili del manga Hellsing sono esempi di virago, perché donne dotate sia di fascino e sensualità che di abilità combattive fuori dal comune.
- Eleonora d'Eboli è una virago, in quanto donna di grande coraggio e combattività. Protagonista di un famoso romanzo di Emilio Salgari, è nota ai suoi nemici con il nome di Capitan Tempesta, soprannome che da anche il titolo al libro.
- Lagertha della serie Vikings è una virago sia per la sua umanità e bellezza che per le sue abilità di guerriera shieldmaiden.
- Clorinda del poema epico "Gerusalemme Liberata" si ricollega all'immagine della donna-guerriera, caratterizzata da una grande femminilità nell'aspetto (non possiede una bellezza androgina), ma non nei gesti, fortemente virili.